# Katoliško pokopališče Ečka
Katoliško pokopališče Ečka je pokopališče v kraju Ečka. Po izročilu je nastalo leta 1801, ko so se v vasi začeli naseljevati katoliški Nemci.

Ečka je torej naselje v zrenjaninski občini se je pred drugo svetovno vojno, za časa Kraljevine Jugoslavije, po umoru kralja Aleksandra 1934, ko je vlado prevzel knez-namestnik Pavle, imenovala po njem Pavlovo, sicer pa skozi zgodovino stalno srbsko Ечка, madžarsko Écska, nekoč Nemška Ečka, tj. Német Écska; nemško Etschka, nekoč Deutsch Etschka; romunsko Ecica) је naselje blizu Zrenjanina v Srednjebanatskem upravnem okraju v Vojvodini v severni Srbiji. 
Po popisu prebivalstva Republike Srbije iz leta 2002 je v kraju živelo 4.513 prebivalcev; po popisu prebivalstva SFRJ iz leta 1991 pa 5.172 prebivalcev.
Po popisu prebivalstva iż leta 2011 je prebivalstvo v Ečki padlo na 3.999, kar znaša 0,06% od skupne populacije Srbije. Če bi šlo naprej z istim prirastkom (oziroma primanjkljajem), kot se je manjšalo število prebivalcev v obdobju od 2002–2011 (-1,33 % letno), bi znašala naseljenost v Ečki leta 2023 3.404. V resnici pa je popis prebivalstva iz leta 2022 pokazal še manjše število ne le v Ečki, ampak v celotni državi Srbiji, saj je bilo zabeleženih v državi kar pol milijona manj prebivalcev (kar se je pokazalo posebno po vaseh). Po neslužbenih ocenah pa je ta primanjkljaj verjetno še večji. Zaradi velikega izseljevanja mladih družin tako v Ečki, kot tudi v sosednji Mužlji, Belem Blatu in Lukinem selu, se je prebivalstvo najbrž prepolovilo.
Razlogi za izseljevanje (da ne omenjamo razlogov za upadanje prebivalstva nasploh) so različni, saj se po nekaterih raziskavah želi izseliti iz Srbije kakšna petina prebivalcev, medtem ko je med mladimi ta odstotek še višji in dosega tretjino mladega prebivalstva: boljši življenjski standard je glavni motiv, ljudje pa se izseljujejo tudi zaradi neurejene države, zaposlovanja po strankarski liniji (zaradi korupcije) in tudi zaradi pomanjkanju perspektive. 
V prejšnjih popisih je bilo stanje naslednje, in je razen povojnega obdobja, ki vključuje Vojvodinske povojne poboje, med katerimi so bili najbolj surovi ravno pogromi nad katoliškimi Nemci z zaplenitvijo vsega njihovega premoženja, čemur je sledila njihova izselitev, prebivalstvo vendarle vztrajno in stalno rastlo:
- 1900: 4892
- 1931: 5207
- 1948: 3934
- 1953: 4188
- 1961: 4323
- 1971: 4621
- 1981: 5293
- 1991: 5172

Ečka leži tik ob zaščitenem rezervatu Cesarska bara (madžarsko Császártó, nemško Kaisersee), kjer gnezdi mnogo redkih ptičjih vrst. Belo jezero je bogato z različnimi ribami, okolica pa z divjadjo: zato je možen lov in ribolov. Poleg teče reka Begej, od katere se odcepi njen mrtvi rokav Stari Begej. 
Na severni strani gradijo industrijsko območje mesta Zrenjanina z velikanskim kompleksom Ling Longom, ki ga gradijo Kitajci; tam pa je tudi športno in gospodarsko letališče. 
V kraju je Grad Kaštel, ki je bil dolga leta gospodarsko in kulturno središče kraja v upravi gospodarsko izredno naprednih grofovskih družin Lazar in Harnoncourt. Grad je danes lepo in strokovno obnovljen ter je v zasebni lasti. V njem je hotel visoke kategorije in tudi slikarska kolonija.

## Cerkve, križi in pokopališča
V kraju so tri cerkve: Katoliška sv. Janeza Krstnika, romunsko-pravoslavna Presvete Trojice in srbsko-pravoslavna, ki je pokrita s skodlami in je najstarejša ohranjena stavba v vasi. Poleg tega sta še kapeli: večja in udobna na romunskem, manjša in preprostejša na katoliškem pokopališču: ob njej je visel pogrebni bronast stokilski starodavni zvon-navček na lesenem ogrodju; zvon je bil pred desetimi leti (2012) ukraden in prodan za staro železje. Policija storilca ni našla; po neuradni raziskavi je neki Ečkanec prišel na sled storilcu, doseljenemu beguncu (izbeglici) – vendar zoper storilca zaradi njegove revščine cerkvena uprava ni hotela sprožiti postopka.
V vasi sta na vidnem mestu dva križa: eden pri severnem vhodu v Ečko iz leta 1818 z latinskim napisom; drugi pa je v središču naselja blizu šole ob glavni cesti iz leta 1912, v spomin na ljudski misijon, s prav tako latinskim napisom. Oba križa sta bila večkrat tarča vandalskih napadov in podrta - vendar obveščena policija nikoli ni našla storilcev. V središču vasi so razbili tudi korpus, tako da sedaj stoji goli križ. Oba križa so verniki za silo obnovili. 
Obstaja v vasi dvoje pokopališč: Katoliško ter pravoslavno, ki ga na splošno imenujejo  Romunsko pokopališče Ečka.

## Zgodovina pokopališča
Nemci – imenovani na splošno ‘’Donavski Švabi’‘ (Donauschwaben) - so se naseljevali v Ečki po letu 1801. Takrat so začeli tudi pokopavati na Katoliško pokopališče v Ečki. Najstarejši ohranjeni grob je verjetno tisti iz leta 1837, ki je napravljen iz za tiste čase značilnega rdečega marmorja. Stari grobovi nemških naseljencev so sorazmerno dobro ohranjeni; nekaterim spomenikom so križi odlomljeni - nekatere je načel zob časa; tudi najlepši spomenik (na sliki) je bil poškodovan; vanj se je zaletel pred kakimi tremi leti (pred vhodom na pokopališče je oster ovinek) neprevidni voznik osebnega avtomobila ter poškodoval najprej ograjo iz opeke in obenem tudi spomenik, ki stoji tik ob ograji.

### Stanje
To je navadno mirnodobsko pokopališče. Na njem je pokopano tudi nekaj znamenitih osebnosti iz cerkvenega in javnega življenja naselja. Obstaja tudi lep nagrobni spomenik z latinskim napisom učitelja in vzgojitelja otrok ečkanskih grofov, ki je bil doma iz današnje Slovenije, in sicer iz Dobrovnika. Ker je zaradi malega števila katoličanov uporabljan le del pokopališča, je na njem ohranjena večina spomenikov iz obdobja med letoma 1801 do 1944. Najstarejši spomenik je iz leta 1837 in sicer po takratni navadi iz rdečega marmorja.
Zgodovina Ečke, Vojvodine, Srbije in Jugoslavije pojasnjuje, zakaj se je število katoliških vernikov zmanjševalo vse do danes, in zato je bilo tudi pogrebov vedno manj. Na ta način so ostali stari grobovi nedotaknjenji in je postalo to pokopališče nekak muzej na prostem. Takih pokopališč je v Vojvodini več, na primer v Perlezu, Banatski Topoli, Botošu, Novem Bečeju in drugod.